# Мартинов Василь Іванович

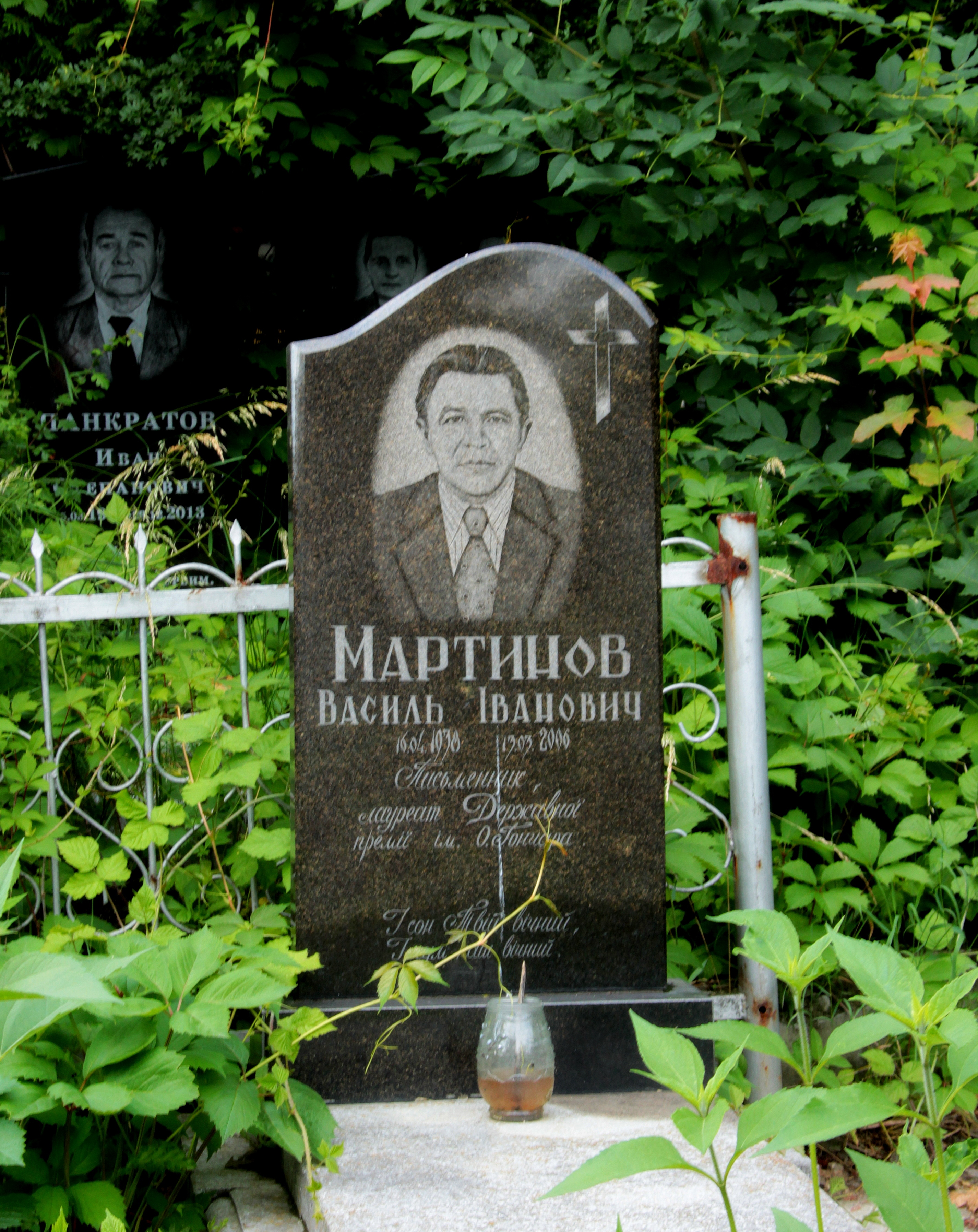

Васи́ль Іва́нович Марти́нов (16 квітня 1938, Олександрія Благодаренського району Ставропольського краю — 13 березня 2006, Львів) — український журналіст, письменник, поет, член НСПУ, Львів.

## Життєпис
Уродженець Росії, родина перебралася на Золочівщину 1953 року.
Працював у редакції Золочівської районної газети «Народне слово» (з 1956 року, тоді — «Серп і молот»). Керував створеним при редакції літературним об'єднанням ім. Степана Тудора. Закінчив навчання в Львівському державному університеті імені І. Франка.
З композитором Б. Янівським написав 7 пісень до спектаклю «Одурений чоловік» Мольєра у постановці 1985 року, Дрогобицький український музично-драматичний театр.
Видані його гумористично-сатиричні, поетичні збірки (в тому числі для дітей), збірки приказок та прислів'їв:
- «Сонцелюби», 1977
- «Термінове відрядження», Львів, 1981
- «Заповіт графомана», «Бібліотека Перця», 1984
- «Проспект радості», 1985
- «Тепло материнського дому», 1988
- «Поглиблений склероз», Львів, 1990
- «Верблюд на пенсії», 1992
- «Як кіт вуса загубив», 1993
- «Молодша губка — солодша губка», 1993
- «Вірю. Надіюсь. Люблю.», 1998
- «Синьозорий квітень», 2000
- збірка поезій Василя Мартинова «Чебрецевий легіт» — 2001 — з «Піснею про Володимира Івасюка», Валерій Квасневський написав музику
- «Магія Думного потоку», Львів, 2003, з однойменною повістю і щоденниковими записами — есе про Ліну Костенко.

Лауреат премії ім. О. Гончара — за книги: «Магія Думного потоку», «Уроки Ліни Костенко», «Німа дзвіниця», «Нанашка» (Уроки Ірини Вільде).
Помер у Львові, похований на Янівському цвинтарі.